# Ernest Vajda
Ernest Vajda, nato Ernő Vajda  (Pápa, 1886 – Woodland Hills, 1954), è stato un commediografo, romanziere e sceneggiatore ungherese naturalizzato statunitense.
Nacque a Komárom, una città nel nord dell'Ungheria, nel 1886, ai tempi dell'impero austro-ungarico.

## Filmografia
- La confessione di Lavinia Morland (Die Schuld der Lavinia Morland), regia di Joe May (1920)
- Herren der Meere, regia di Alexander Korda (1922)
- Samson und Delila, regia di Alexander Korda (1922)
- Das unbekannte Morgen, regia di Alexander Korda (1923)
- Hotel Potemkin o Die letzte Stunde, regia di Max Neufeld (1924)
- Wenn du noch eine Mutter hast, regia di Dezsö Kertész (1924)
- Grounds for Divorce, regia di Paul Bern (1925)
- The Crown of Lies, regia di Dimitri Buchowetski (1926)
- Maschere russe (You Never Know Women), regia di William A. Wellman (1926)
- The Cat's Pajamas, regia di William A. Wellman - soggetto (1926)
- Service for Ladies, regia di Alexander Korda (1927)
- The Woman on Trial, regia di Mauritz Stiller (1927)
- Serenata (Serenade), regia di Harry d'Abbadie d'Arrast (1927)
- A Night of Mystery, regia di Lothar Mendes (1928)
- La donna e la tigre (His Tiger Wife ), regia di Hobart Henley (1928)
- Amori di un'attrice (Loves of an Actress), regia di Rowland V. Lee (1928)
- Manhattan Cowboy, regia di J.P. McGowan (1928)
- Don Giovanni innamorato (His Private Life) regia di Frank Tuttle (1928)
- Il filo di Arianna (Manhattan Cocktail), regia di Dorothy Arzner (1928)
- D'Argenville e soci (Marquis Preferred), regia di Frank Tuttle (1929)
- Parigi che canta (Innocents of Paris), regia di Richard Wallace (1929)
- Il principe consorte (The Love Parade), regia di Ernst Lubitsch (1929)
- Such Men Are Dangerous, regia di Kenneth Hawks (1930)
- Montecarlo (Monte Carlo), regia di Ernst Lubitsch (1930)
- L'allegro tenente (The Smiling Lieutenant), regia di Ernest Lubitsch (1931)
- Il figlio dell'India (Son of India), regia di Jacques Feyder (1931)
- The Guardsman, regia di Sidney Franklin (1931)
- Tonight or Never, regia di Mervyn LeRoy (1931)
- Service for Ladies, regia di Alexander Korda (1932)
- L'uomo che ho ucciso (Broken Lullaby), regia di Ernest Lubitsch (1932)
- Monsieur Albert, regia di Karl Anton (1932)
- Catene (Smilin' Through), regia di Sidney Franklin (1932)
- Payment Deferred, regia di Lothar Mendes (1932)
- Notturno viennese (Reunion in Vienna), regia di Sidney Franklin (1933)
- La regina Cristina (Queen Christina), regia di Rouben Mamoulian (1933)
- La famiglia Barrett (The Barretts of Wimpole Street), regia di Sidney Franklin (1934)
- La vedova allegra (The Merry Widow), regia di Ernst Lubitsch (1934)
- La Veuve joyeuse, regia di Ernst Lubitsch (1935)
- Una donna si ribella (A Woman Rebels), regia di Mark Sandrich (1936)
- Proprietà riservata (Personal Property), regia di W. S. Van Dyke (1937)
- L'ultima beffa di Don Giovanni (The Great Garrick), regia di James Whale (1937)
- Port of Seven Seas, regia di James Whale (1938)
- Maria Antonietta (Marie Antoinette), regia di W. S. Van Dyke II (1938)
- Passione ardente (Dramatic School), regia di Robert B. Sinclair (1938)
- Ha da veni' (He Stayed for Breakfast), regia di Alexander Hall (1940)
- Otto giorni di vita (They Dare Not Love), regia di James Whale, Victor Fleming, Charles Vidor (1941)
- Catene del passato (Smilin' Through), regia di Frank Borzage (1941)
- Soldato di cioccolata (The Chocolate Soldier), regia di Roy Del Ruth (1941)
- Squilli di primavera (Stars and Stripes Forever), regia di Henry Koster (1952)